# تشو وي
تشو وي (بالصينية: 周伟) هو محامي ومحامي صيني، ولد في 1956 في Zhongjiang County ‏ في الصين.